# Akagyemik Msztyiszlav Keldis
Az Akagyemik Msztyiszlav Keldis (oroszul: Академик Мстислав Келдыш) szovjet, majd orosz tudományos kutatóhajó. Finnországban építették, 1981-ben állították szolgálatba. A hajót az Orosz Tudományos Akadémia Sirsov Óceánkutató Intézete üzemelteti. Honi kikötője Kalinyingrádban található. Msztyiszlav Keldis szovjet matematikus-fizikusról nevezték el. A hajó által hordozott Mir–1 és Mir–2 tengeralattjárók 6 ezer méteres mélységig képesek leereszkedni.

## Története
A 4600 típusú hajót a finnországi Raumában működő Holming hajógyár építette 1980-ban. 1981-ben állították szolgálatba, és a Szovjet Tudományos Akadémia kutatóhajó-flottájának a zászlóshajója lett. Kezdetben a hajó a kanadai Pisces osztályú mélytengeri merülő szondákat használta. Ezeket 1987-ben a Mir típusú mélytengeri kutató tengeralattjáró váltotta fel, amelyből két darabot hordozott a hajó.
A hajó részt vett az 1989. április 7-én a fedélzeten keletkezett tűz miatt Norvégia partjainak közelében elsüllyedt K–278 Komszomolec atommeghajtású vadásztengeralattjáró felkutatásában. A tengeralattjárót kéthónapos kutatás után, júniusban találták meg.
Az Akagyemik Msztiszlav Keldis, a Mir–1 és Mir–2 tengeralattjáró, valamint az általuk készített víz alatti felvételek szerepelnek az 1997-ben megjelent Titanic című filmben.

## Jellemzői
A 6340 tonna vízkiszorítású hajó hossza 122,2 m, szélessége 17,8 m. Merülése 5,8 m. A hajó főgépeit négy darab 824TB típusú dízelmotor alkotja, emellett két dízelüzemű segédhajtóművel rendelkezik. A manőverezőképesség javítására az orrban keresztben elhelyezett csatornában egy hajócsavart építettek be. Utántöltés és ellátás nélkül 72 napig üzemképes, egy üzemanyagfeltöltéssel legfeljebb 20 ezer tengeri mérföldet tehet meg.